# Diabaz

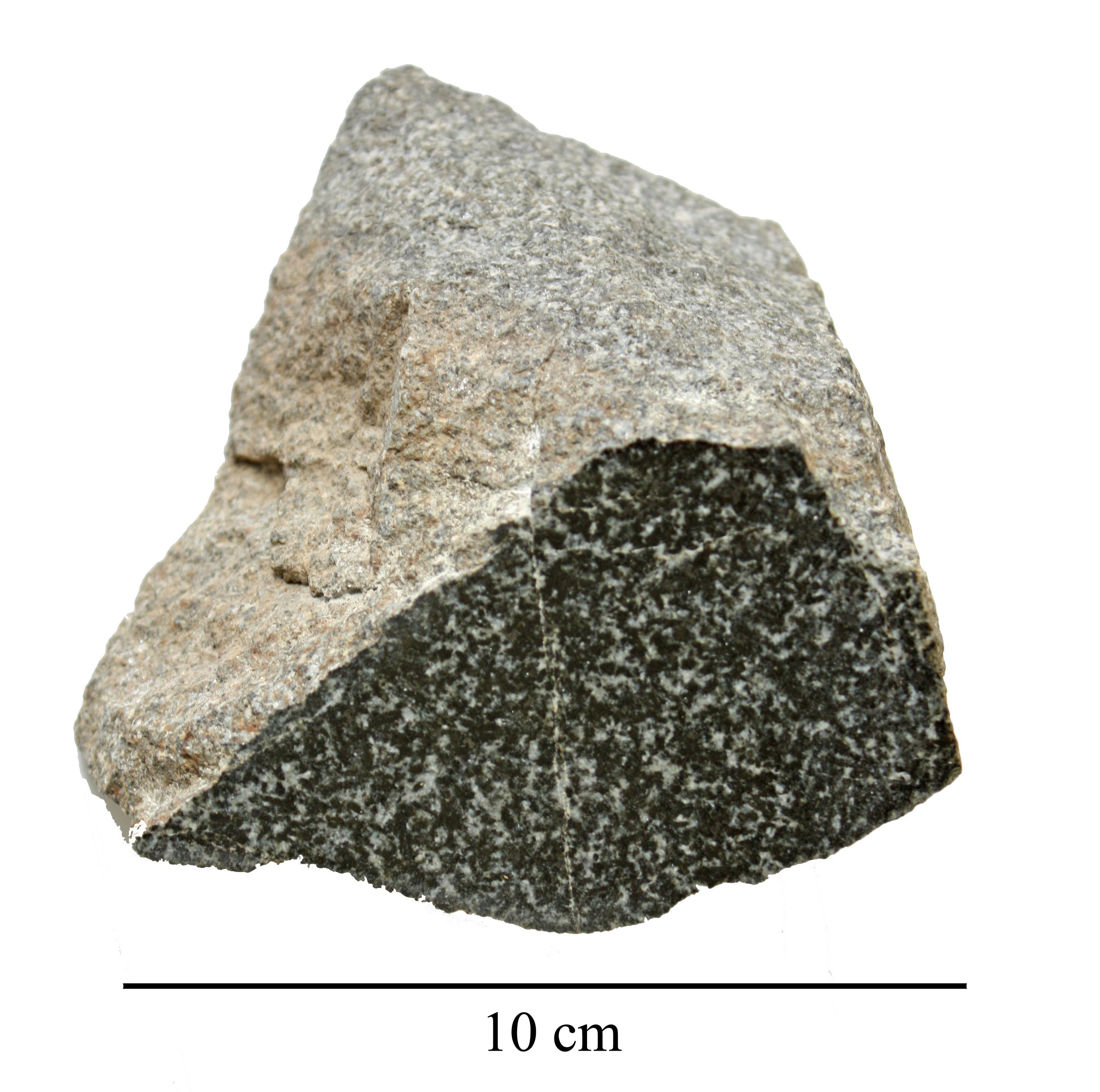
Diabaz

Diabaz hay dolerit là một loại đá xâm nhập nông có thành phần mafic, và tương đương với loại đá phun trào bazan hay đá xâm nhập gabbro. Ở Bắc Mỹ, thuật ngữ diabaz đề cập đến các loại đá tươi trong khi những nơi khác thì dùng dolerit để chỉ các đá tươi và diabaz chỉ các vật liệu bị biến đổi. Các dyke và sill diabaz thường là các thể xâm nhập nông và thường có kiến trúc hạt mịn đến ẩn tinh, chúng có thể chứa tachylite (thủy tinh mafic sẫm màu).

## Thạch học
Diabaz thường có kiến trúc hạt mịn, nhưng có thể thấy các hạt tinh thể plagioclase có hình bình hành (62%) nổi trên nền clinopyroxen, đặc biệt là augit (20–29%), với một ít olivin (3% đến 12% trong diabaz olivin), magnetit (2%), và ilmenit (2%). Các khoáng vật nguyên sinh và biến đổi bao gồm hornblend, biotit, apatit, pyrrhotit, chalcopyrit, serpentin, clorit, và canxit. Feldspar chủ yếu là anorthit (ngược lại là albit) trong labradorit.